# Jan Hrubý (voják)
Jan Hrubý (4. března 1915 Kunovice – 18. června 1942 Praha) byl příslušník československé armády ve Spojeném království, příslušník výsadku Bioscop a jeden ze sedmi výsadkářů, kteří zahynuli v kryptě pravoslavného kostela svatých Cyrila a Metoděje po atentátu na Heydricha. V roce 2002 povýšen in memoriam do hodnosti podplukovníka.

## Mládí
Narodil se 4. března 1915 v Kunovicích. Otec Jan (1879–1931) byl pomocný dělník, matka Kateřina (1876–1944), rozená Komínková, byla v domácnosti. Měl tři starší sourozence; dva bratry a sestru. Absolvoval obecnou a měšťanskou školu. Vyučil se číšníkem ve Zlíně a později také pracoval jako číšník.

## Vojenská služba
Dne 1. října 1937 nastoupil základní vojenskou službu u hraničářského praporu v Trebišově. O rok později byl povýšen do hodnosti svobodníka. Po okupaci Čech a Moravy nacistickým Německem byl k 1. dubnu 1939 propuštěn na trvalou dovolenou. 8. května 1939 se přihlásil na práci do Německa a dostal se do Kielu. V roce 1940 při dovolené v protektorátu se se dvěma kamarády pokusil o útěk.

## V exilu

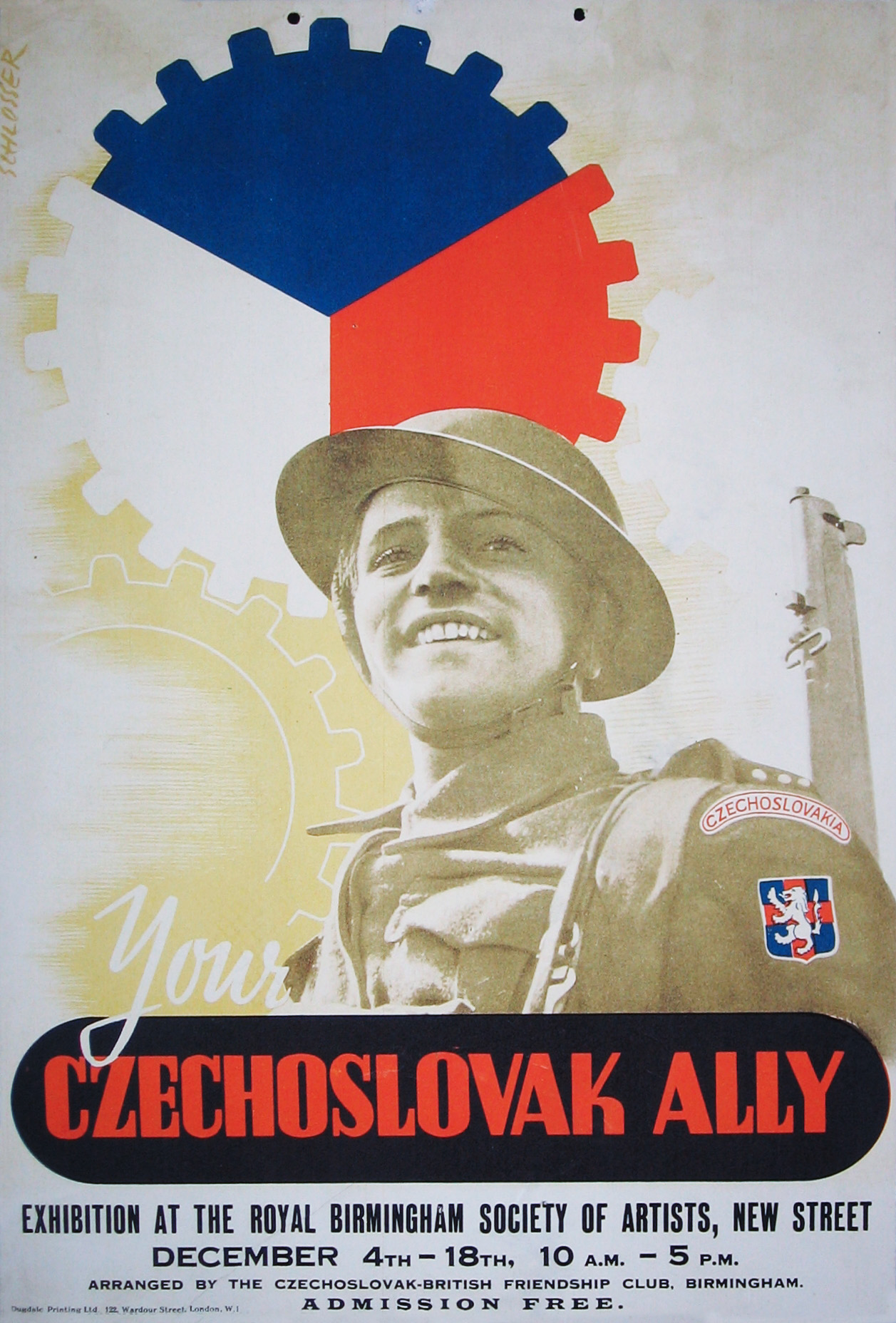
Britský plakát přibližující československé exilové vojsko. Na plakátu četař Jan Hrubý.

Přes Slovensko se dostali do Maďarska, kde byli ale zadrženi a vráceni zpět. Druhý pokus byl již úspěšný a přes Jugoslávii, Řecko, Turecko a Bejrút se dostali do Francie. 4. června 1940 byl zařazen k 1. pěšímu pluku, v jehož řadách se účastnil bojů o Francii. Po pádu Francie byl 13. července 1940 spolu s dalšími evakuován do Anglie. Tam byl zařazen k 1. pěšímu praporu. 28. října 1940 byl povýšen na četaře a krátce nato vybrán pro plnění zvláštních úkolů.
Od 15. srpna do 7. listopadu absolvoval základní sabotážní kurz, paravýcvik a kurz průmyslové sabotáže.

## Nasazení
Společně s Bohuslavem Koubou a Josefem Bublíkem byli vysazeni 28. dubna 1942 u hospodářského dvora Požáry na Křivoklátsku. Nejprve se společně s Bublíkem pohybovali na Uherskohradišťsku, ale protože se jim nepodařilo navázat kontakt s odbojem, přesunuli se do Prahy, kde se podřídili velení Adolfa Opálky a za pomoci odbojářů se ukrývali v konspiračních bytech. Po atentátu na zastupujícího říšského protektora Heydricha se společně s dalšími výsadkáři ukrýval v kryptě pravoslavného kostela Cyrila a Metoděje v Resslově ulici, kde po boji v obklíčení jednotkami okupační moci 18. června 1942 zvolil dobrovolnou smrt zastřelením.

## Po válce

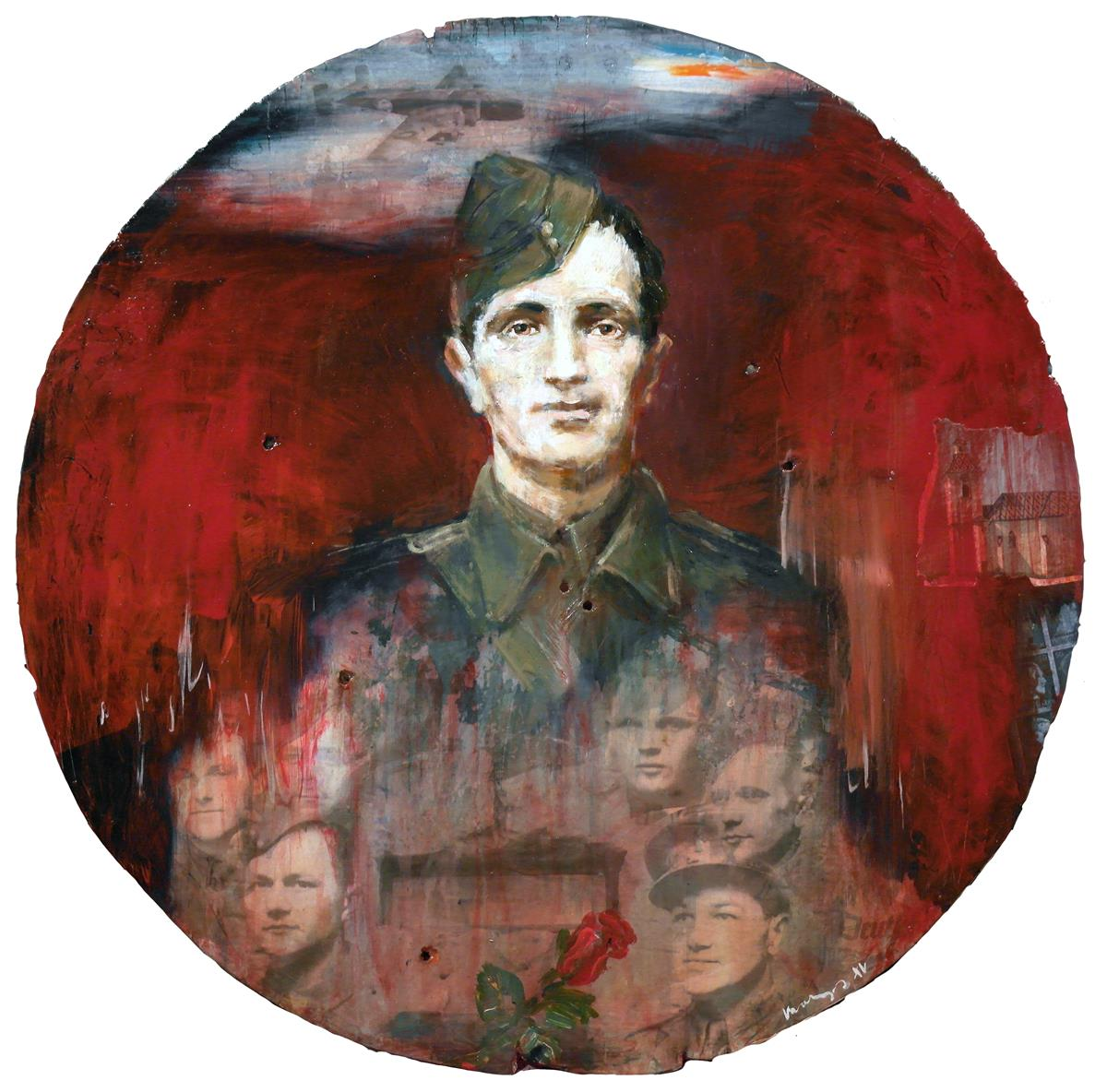
Střelecký terč – Portrét Jana Hrubého (akademický malíř Pavel Vavrys)

1. prosince 1945 byl in memoriam jmenován podporučíkem pěchoty a zároveň povýšen do hodnosti poručíka pěchoty. 17. června 1948 byl povýšen do hodnosti nadporučíka pěchoty a 30. června 2002 do hodnosti podplukovníka pěchoty in memoriam.
Na památku Jana Hrubého byla jeho busta usazena do národního památníku hrdinů heydrichiády při pravoslavném chrámu sv. Cyrila a Metoděje v Praze.

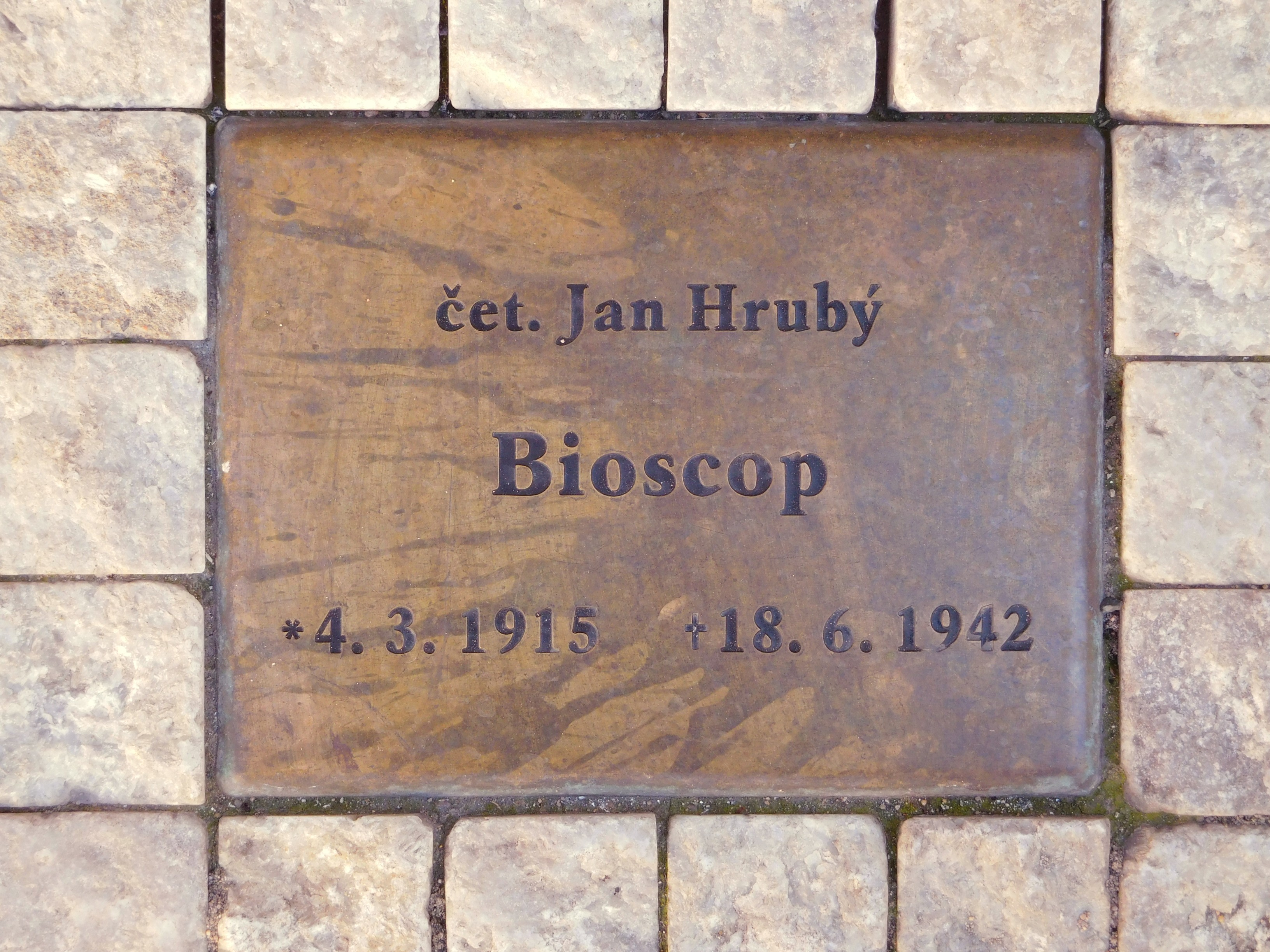
Pamětní deska J. Hrubého na chodníku ve Václavské ulici na místě, kam bylo položeno jeho tělo

Na chodníku na rohu Václavské a Resslovy ulice v Praze je pamětní destička s jeho jménem v místě, kde 18. června 1942 bylo položeno jeho mrtvé tělo. Na místě je celkem sedm destiček parašutistů, kteří padli v boji v kostele sv. Cyrila a Metoděje. Osmá destička nese jméno Jana Milíče Zelenky, který spáchal sebevraždu v záběhlickém "Husově háji" a jehož tělo sem bylo převezeno k dodatečné identifikaci.
V rodných Kunovicích, v Praze-Kobylisích a v Horoušanech jsou po něm pojmenovány ulice, na rodném domě je umístěna pamětní deska.
Jeho tělo bylo po identifikaci a pitvě pohřbeno v hromadném hrobě na hřbitově v Ďáblicích. Rodina Jana Hrubého nebyla perzekvována. Jan Hrubý byl hodnocen v armádě jako naprosto spolehlivý, samostatný a vzor pro mužstvo.
Část pozůstalosti po Janu Hrubém a dalších parašutistech je vystavena v Armádním muzeu na Žižkově.
K 1. září 2015 daroval městu Kunovice akademický malíř Pavel Vavrys pietní dílo – památník připomínající parašutistu Jana Hrubého. Památník je tvořen kruhovým obrazem (terčem o průměru 84 cm) a podkladovou deskou, pevně osazenou do stěny v tamní základní škole, kterou Jan Hrubý v mládí navštěvoval. Dílo je součástí Vavrysova obrazového cyklu „Česká paměť“.

## Vyznamenání
- 1940 –  Československý válečný kříž 1939
- 1944 –  Pamětní medaile československé armády v zahraničí se štítky Francie a Velká Británie
- 1945 –  druhý Československý válečný kříž 1939
- 1946 –  třetí Československý válečný kříž 1939
- 1949 –  Zlatá hvězda Československého vojenského řádu Za svobodu
- 1968 –  Řád rudé zástavy
- 2010 –  Kříž obrany státu ministra obrany České republiky[5]